# Тест простоти AKS
AKS-тест простоти (також відомий як тест простоти Агравал-Кайал-Саксена або циклотомічний AKS-тест) — детермінований алгоритм доведення простоти, розроблений та опублікований трьома індійськими науковцями Маніндрою Агравалом, Ніраєм Кайалом та Нітіном Саксеною 6 серпня 2002 р. в статті «PRIMES is in P» («Перевірка простоти належить до класу P»).
Автори отримали за цю роботу у 2006 премію Геделя.
Алгоритм, який невдовзі був вдосконалений іншими, визначає чи є число простим чи складеним і виконується за поліноміальний час.

## Важливість
Ключове значення AKS полягає в тому, що це перший опублікований алгоритм, який одночасно є поліноміальним, детермінованим та не спирається ні на які недоведені припущення. Тобто, максимальний час виконання алгоритму можна виразити як поліном від числа розрядів тестованого числа; він ґарантує вирішення задачі: є число простим чи складеним (а не отримання ймовірнісного результату); і його коректність не залежить від коректності якоїсь допоміжної недоведеної гіпотези (наприклад, гіпотези Рімана).

## Підґрунтя тесту
AKS-тест ґрунтується на конгруенції
{\displaystyle (x-a)^{n}\equiv (x^{n}-a){\pmod {n}}},

яка виконується тоді й тільки тоді, коли n просте. Це узагальнення малої теореми Ферма, поширеної на поліноми. Її можна легко довести, використовуючи біноміальну теорему та факт, що {\displaystyle {n \choose k}\equiv 0{\pmod {n}}} для всіх 0 < k < n, якщо n просте. Хоч ця рівність сама по собі є тестом простоти, її перевірка потребує експоненційного часу. Тому AKS використовує пов'язану з попередньою конгруенцію
{\displaystyle (x-a)^{n}\equiv (x^{n}-a){\pmod {n,x^{r}-1}}},

яку можна перевірити за поліноміальний час. Проте ця конгруенція виконується не тільки для всіх простих чисел, але й для деяких складених. Доведення коректності AKS полягає в такому: показати існування відповідного малого r та відповідної малої множини цілих чисел A таких, що коли конгруенція виконується для всіх a в A, то n має бути простим.
Алгоритм тестування простоти деякого цілого числа n складається з двох частин. Перший крок знаходить таке відповідне просте {\displaystyle r=kq+1}, що:
- {\displaystyle P(r-1)=q} де {\displaystyle P(x)} — найбільший простий дільник числа {\displaystyle x},
- {\displaystyle q\geq 4{\sqrt {r}}\log _{2}(n),}
- {\displaystyle n^{k}\not \equiv 1{\pmod {r}}.}

Під час цього кроку важливо перевірити, що n не ділиться ні на яке просте {\displaystyle p\leq r}; якщо це не так, то алгоритм можна негайно завершити з повідомленням: n складене.
На другому кроці виконується низка перевірок в скінченному полі {\displaystyle GF(n^{r})}, кожен раз перевіряється рівність двох поліномів над цим полем: якщо
{\displaystyle (x-a)^{n}\equiv (x^{n}-a){\pmod {n,x^{r}-1}}}
для всіх додатних цілих чисел a з
{\displaystyle a\leq 2{\sqrt {r}}\log _{2}(n),}
то n ґарантовано є простим. У всіх інших випадках воно складене.
Як і для інших таких алгоритмів, стаття стосується встановлення двох фактів: доведення коректності алгоритму та оцінки його асимптотичної часової складності. Це досягнуто доведенням двох ключових фактів, по-перше, показано, що підхоже r можна завжди знайти й встановленням верхньої границі його величини, по-друге, показано, що перевірки низки рівностей у другій частині алгоритму достатньо для гарантування розрізнювання: n просте чи складене.
Оскільки час виконання обидвох частин алгоритму повністю залежить від величини r, отримання верхньої границі для r було достатнім, щоб показати, що асимптотична часова складність алгоритму рівна O{\displaystyle (\log ^{12+\epsilon }(n))}, де ε — мале дійсне число. Іншими словами, алгоритм потребує менше часу, ніж константа, помножена на дванадцятий (плюс ε) степінь числа розрядів в n.
Проте доведена в роботі верхня межа значно завищена, насправді, виконання припущення про розподіл простих чисел Софі Жермен негайно зменшило б оцінку до O{\displaystyle (\log ^{6+\epsilon }(n))}.
У наступні після відкриття місяці з'явилися нові варіанти (Ленстра 2002, Померанце 2002, Берізбейтіа 2003, Ченг 2003, Бернштейн 2003a/b, Ленстра та Померанце 2003), які покращили швидкість на кілька порядків. Через існування багатьох варіантів Крандел та Пападопоулос посилаються на «AKS-клас» алгоритмів у своїй науковій роботі «On the implementation of AKS-class primality tests» («Про реалізацію тестів простоти з AKS-класу»), опублікованій у березні 2003 р.

## Оновлений AKS
У відповідь на деякі з цих варіантів та інші зауваження стаття «PRIMES is in P» була повторно опублікована з новим формулюванням AKS-алгоритму та доведенням його коректності. Хоча основна ідея залишилася тією ж, r вибирається по-іншому й доведення коректності виконано більш прозоро. Попереднє доведення спиралося на багато різних методів, а нова версія використовує майже виключно поведінку циклотомічних поліномів над скінченними полями.
AKS-алгоритм знову складається з двох частин, і перший полягає в знаходженні відповідного r; проте у новій версії r є таким найменшим додатним цілим, що:
{\displaystyle o_{r}(n)>\log ^{2}n,}
На другому кроці знову перевіряється конгруенція
{\displaystyle (x-a)^{n}\equiv (x^{n}-a){\pmod {n,x^{r}-1}}}
У цьому разі для всіх додатних цілих менших від {\displaystyle {\sqrt {\phi (r)}}\log _{2}(n)} де {\displaystyle \phi (r)} — значення функції Ейлера для r.
Ці зміни спростили хід доведення коректності. Вони також дозволили зменшити границю часової складності, яка відтоді оцінюється як O{\displaystyle (\log ^{10.5}n)}.
Ленстра та Померанце показали як вибрати поліноми в тесті, щоб досягти часової границі O{\displaystyle (\log ^{6}n)}.

## Зовнішні посилання
- R. Crandall, Apple ACG, and J. Papadopoulos (March 18, 2003): On the implementation of AKS-class primality tests (PDF)
- Article by Borneman, містить фото й інформацію про трьох індійських вчених (PDF)
- Andrew Granville: It is easy to determine whether a given integer is prime
- The Prime Facts: From Euclid to AKS, by Scott Aaronson (PDF)
- The «PRIMES is in P» FAQ